# Sheshkal
Sheshkal (em persa: ششکل, romanizada como Sheshkel; também conhecida como Shishkal) é uma aldeia do distrito rural de Dehshal, situada no distrito central de Astaneh-ye Ashrafiyeh, na província de Gilan, no Irã. No censo de 2006, sua população era de 1 393, em 408 famílias.